# Sarkibaka
Sarkibaka est un village de la commune de Bankim situé dans la région de l'Adamaoua et le département de Mayo-Banyo au Cameroun, près de la frontière avec le Nigeria.

## Population
En 1967, Sarkibaka comptait 42 -habitants, principalement du peuple Tikar. Lors du recensement de 2005, 732 personnes y ont été dénombrées.